# Trionfo della Morte

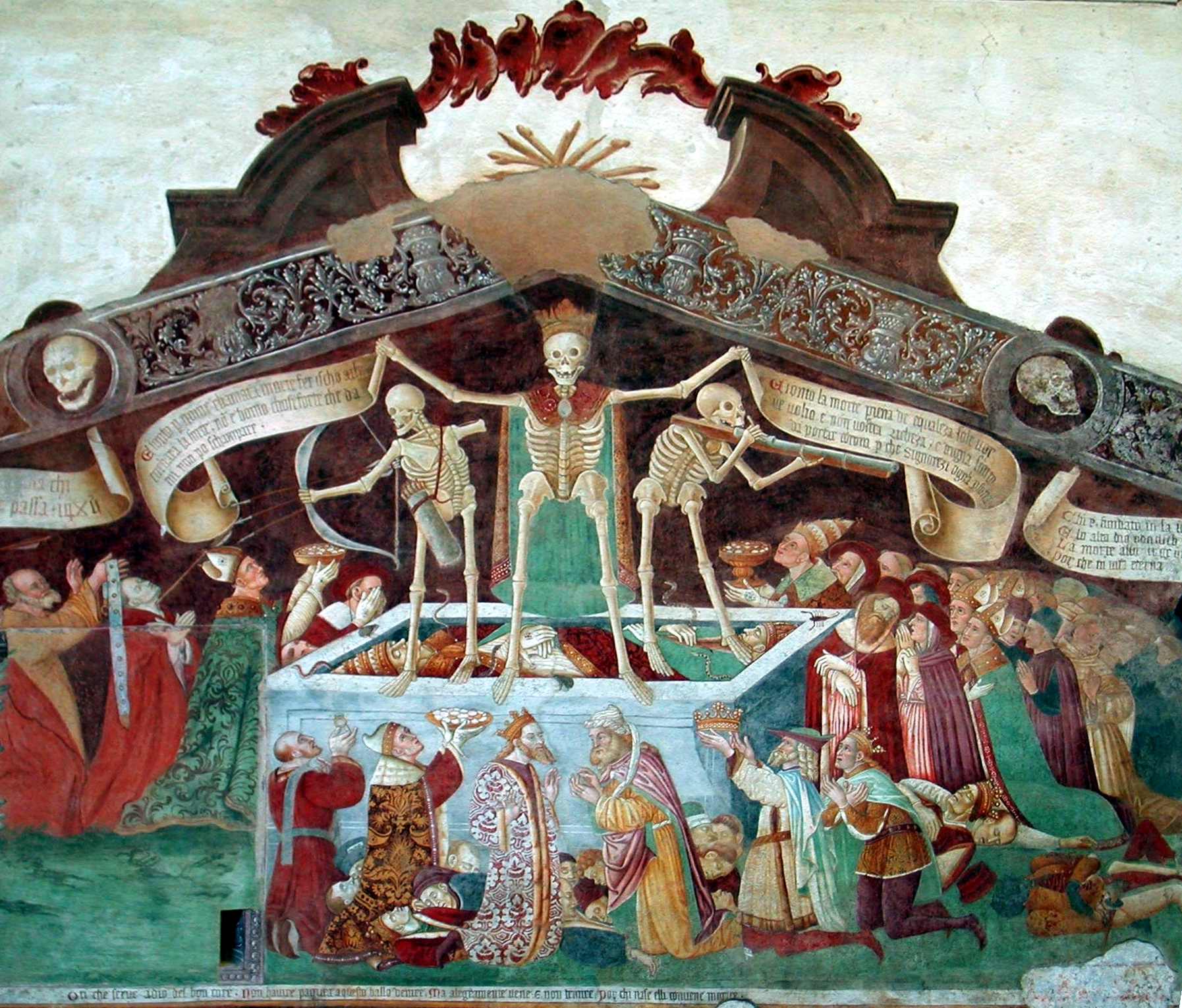
Trionfo e danza della morte, oratorio dei Disciplini a Clusone

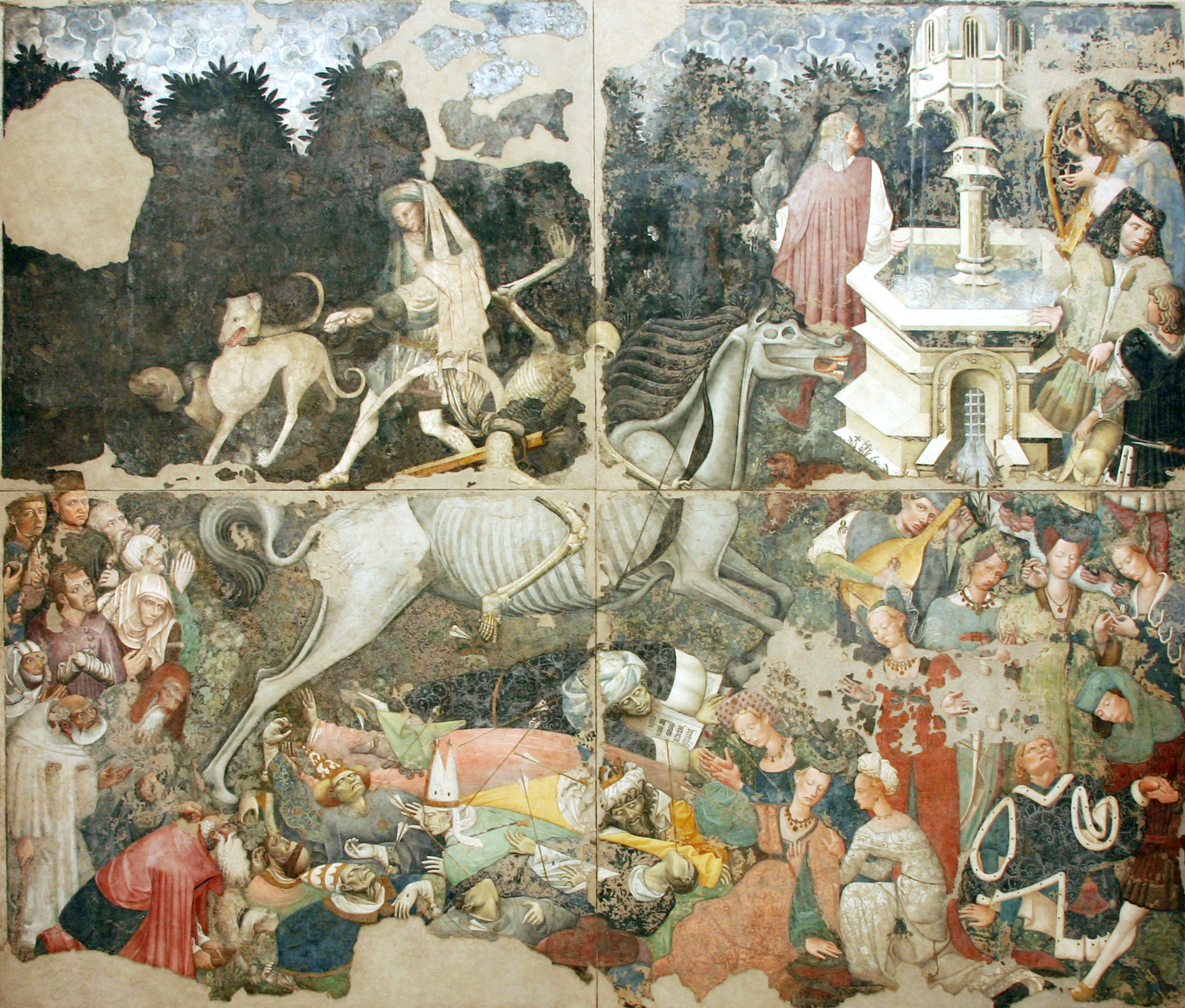
Il Trionfo della Morte di Palazzo Abatellis a Palermo

Il trionfo della morte è un tema iconografico a carattere macabro diffuso nel tardo medioevo a partire dal Trecento, soprattutto in area franco-tedesca e nell'area alpina. Se ne contano quasi 300 esempi comprendendo anche le danze macabre e il tema iconografico dell'Incontro dei tre morti e dei tre vivi.

## Descrizione iconografica
Questa iconografia macabra in alcuni casi anticipa la peste nera del 1348, che decimò la popolazione europea riempiendo le città di cadaveri, in altri ne è una conseguenza diretta. Se nelle opere prima della fatidica peste il trionfo della morte è più che altro connesso con il tema del Giudizio universale, talvolta correlato da una rappresentazione del Paradiso e dell'Inferno legata alla descrizione dantesca, nelle opere più tarde inizia a comparire la morte stessa che decima "gratuitamente" la popolazione, in una visione desolata non necessariamente connessa con il tema della salvezza, ma piuttosto si tratta di rielaborazioni fantasiose di quella che fu una tremenda esperienza collettiva.
Nei trionfi vi è rappresentata solitamente la morte, come uno scheletro armato di falce che colpisce diverse categorie di persone, sottolineando in particolare come Re, papi e gente comune siano uguali dinanzi ad essa, che viene talvolta aiutata da altri scheletri o da demoni.

## Esempi
- Trionfo della Morte di Buffalmacco nel Camposanto di Pisa
- Trionfo della Morte di Palazzo Abatellis a Palermo
- Oratorio dei Disciplini a Clusone (Bergamo)
- Il trionfo della Morte di Pieter Bruegel il Vecchio (Madrid, Museo del Prado)